# Ліберально-демократична партія (Північна Македонія)
Ліберально-демократична партія (мак. Либерално-демократска партија) — одна з політичних партій Республіки Македонії.

## Історія
Ліберально-демократична партія була створена 19 квітня 1997 в результаті злиття Ліберальної партії і Демократичної партії. Першим керівником ЛДП був Петар Гошів від демократів, який був також останнім головою Союзу комуністів Македонії. Коли колишня Ліберальна партія була відновлена в 1999 році, значна частина колишніх членів ліберальної партії залишилася в ЛДП.
У 2005 році від ЛДП пережила ще один розкол. Ліліана Попівська з групою однодумців вийшли з ЛДП і сформували свою партію — Демократичне оновлення Македонії.
Починаючи з 1994 року ЛДП є членом Ліберального інтернаціоналу. ЛДП є афілійованим членом Альянсу лібералів і демократів за Європу.

## Керівники
Головою Ліберально-демократичної партії з 11 лютого 2007 року є Йован Манасієвський.

## Участь у парламентських виборах
У парламентських виборах 15 вересня 2002 партія брала участь в альянсі з Соціал-демократичним союзом Македонії і отримала 12 з 120 місць. У коаліційний уряд, сформований після виборів 2002 року увійшли члени СДСМ, ЛДП і Демократичного союзу за інтеграцію. ЛДП отримала в уряді чотири міністерства.
Після парламентських виборів, що відбулися 5 липня 2006 Ліберально-демократична партія отримала всього 5 місць у Зборах і не увійшла в уряд. На парламентських виборах 2011 року партія отримала 16 551 (1,47 %) голосів і не зуміла увійти до Зборів.

## Участь у президентських виборах
На президентських виборах в 1999 році, кандидатом від ЛДП був Стоян Андов. Він отримав 120 тисяч голосів і не пройшов у другий тур.